# Einband-Europameisterschaft 2002

Logo CEB (ausrichtender Verband)

Veranstaltungsort: Wijchen

Die Einband-Europameisterschaft 2002 war das 49. Turnier in dieser Disziplin des Karambolagebillards und fand vom 24. bis zum 28. April 2002 in Wijchen statt. Es war die 17. Einband-Europameisterschaft in den Niederlanden und bereits die achte in Wijchen.

## Geschichte
Jean Paul de Bruijn verteidigte in Wijchen souverän seinen Titel. In der Gruppenphase verlor er zwar noch gegen Peter de Backer, spielte dann aber in der KO-Phase überragend. Im Halbfinale schlug er den Spanier Jordi Amell in nur einer Aufnahme und egalisierte den Europarekord von 150,00 im BED. Zweiter wurde der Schweizer Cadre-Spezialist Xavier Gretillat, der die erste Medaille im Einband für die Schweiz gewann.

## Turniermodus
Gespielt wurde eine Vor-Vor-Qualifikation mit 6 Gruppen à 3 bzw. 2 Spieler, wovon sich die 6 Gruppensieger und für die Vor-Qualifikation qualifizierten. Dann wurden in der Haupt-Qualifikation wieder 7 Gruppen à 3 Teilnehmer gebildet, in denen 14 gesetzte Spieler nach CEB-Rangliste und die sieben Sieler der Vor-Qualifikation sieben Plätze für das Hauptturnier ausspielten. Der Titelverteidiger war für das Hauptturnier gesetzt. Jetzt wurden 2 Gruppen à 4 Spieler gebildet. In der Vorqualifikationen wurde bis 100 Punkte gespielt. Danach wurde in der Haupt-Qualifikation bis 125 Punkte und in der Endrunde bis 150 Punkte gespielt. Die Gruppenersten und die Gruppenzweiten spielten im KO-System den Sieger aus. Der dritte Platz wurde nicht mehr ausgespielt. Damit gab es zwei Drittplatzierte
Bei MP-Gleichstand wird in folgender Reihenfolge gewertet:
1. MP = Matchpunkte
2. GD = Generaldurchschnitt
3. HS = Höchstserie

## Qualifikation

### Vor-Vor-Qualifikation
| MP    | Match Points (Sieger = 2; Unentschieden = 1; Verlierer = 0) |
| Pkte. | Erzielte Karambolagen                                       |
| Aufn. | Benötigte Versuche                                          |
| GD    | Generaldurchschnitt                                         |
| BED   | Bester Einzeldurchschnitt eines Spielers                    |
| HS    | Höchstserie                                                 |
|       | Bester GD des Turniers                                      |
|       | Bester ED des Turniers                                      |
|       | Beste HS des Turniers                                       |
|       | 1. Platz (Gold)                                             |
|       | 2. Platz (Silber)                                           |
|       | 3. Platz (Bronze)                                           |

| Abschlusstabelle Gruppe A | Abschlusstabelle Gruppe A | Abschlusstabelle Gruppe A | Abschlusstabelle Gruppe A | Abschlusstabelle Gruppe A | Abschlusstabelle Gruppe A | Abschlusstabelle Gruppe A | Abschlusstabelle Gruppe A |
| Platz                     | Name                      | MP                        | Pkte                      | Aufn.                     | GD                        | BED                       | HS                        |
| ------------------------- | ------------------------- | ------------------------- | ------------------------- | ------------------------- | ------------------------- | ------------------------- | ------------------------- |
| 1                         | John van der Stappen      | 2:2                       | 183                       | 38                        | 4,81                      | 6,25                      | 38                        |
| 2                         | Claude Bauduin            | 2:2                       | 140                       | 38                        | 3,68                      | 4,54                      | 36                        |

| Abschlusstabelle Gruppe B | Abschlusstabelle Gruppe B | Abschlusstabelle Gruppe B | Abschlusstabelle Gruppe B | Abschlusstabelle Gruppe B | Abschlusstabelle Gruppe B | Abschlusstabelle Gruppe B | Abschlusstabelle Gruppe B |
| Platz                     | Name                      | MP                        | Pkte                      | Aufn.                     | GD                        | BED                       | HS                        |
| ------------------------- | ------------------------- | ------------------------- | ------------------------- | ------------------------- | ------------------------- | ------------------------- | ------------------------- |
| 1                         | Markus Melerski           | 4:0                       | 200                       | 51                        | 3,92                      | 4,16                      | 20                        |
| 2                         | Dennis Timmers            | 0:4                       | 95                        | 51                        | 1,86                      | –                         | 12                        |

| Abschlusstabelle Gruppe C | Abschlusstabelle Gruppe C | Abschlusstabelle Gruppe C | Abschlusstabelle Gruppe C | Abschlusstabelle Gruppe C | Abschlusstabelle Gruppe C | Abschlusstabelle Gruppe C | Abschlusstabelle Gruppe C |
| Platz                     | Name                      | MP                        | Pkte                      | Aufn.                     | GD                        | BED                       | HS                        |
| ------------------------- | ------------------------- | ------------------------- | ------------------------- | ------------------------- | ------------------------- | ------------------------- | ------------------------- |
| 1                         | Markus Dömer              | 4:0                       | 200                       | 43                        | 4,65                      | 5,00                      | 51                        |
| 2                         | Olivier Jonard            | 2:2                       | 188                       | 54                        | 3,48                      | 3,22                      | 17                        |
| 3                         | Zein Abdou                | 0:4                       | 104                       | 51                        | 2,03                      | –                         | 12                        |

| Abschlusstabelle Gruppe D | Abschlusstabelle Gruppe D | Abschlusstabelle Gruppe D | Abschlusstabelle Gruppe D | Abschlusstabelle Gruppe D | Abschlusstabelle Gruppe D | Abschlusstabelle Gruppe D | Abschlusstabelle Gruppe D |
| Platz                     | Name                      | MP                        | Pkte                      | Aufn.                     | GD                        | BED                       | HS                        |
| ------------------------- | ------------------------- | ------------------------- | ------------------------- | ------------------------- | ------------------------- | ------------------------- | ------------------------- |
| 1                         | Wiljan van den Heuvel     | 4:0                       | 200                       | 64                        | 3,12                      | 4,16                      | 23                        |
| 2                         | Laurent Guénet            | 2:2                       | 165                       | 48                        | 3,43                      | 4,16                      | 27                        |
| 3                         | Otto Hitzinger            | 0:4                       | 131                       | 64                        | 2,04                      | –                         | 16                        |

| Abschlusstabelle Gruppe E | Abschlusstabelle Gruppe E | Abschlusstabelle Gruppe E | Abschlusstabelle Gruppe E | Abschlusstabelle Gruppe E | Abschlusstabelle Gruppe E | Abschlusstabelle Gruppe E | Abschlusstabelle Gruppe E |
| Platz                     | Name                      | MP                        | Pkte                      | Aufn.                     | GD                        | BED                       | HS                        |
| ------------------------- | ------------------------- | ------------------------- | ------------------------- | ------------------------- | ------------------------- | ------------------------- | ------------------------- |
| 1                         | Jérémie Picart            | 4:0                       | 200                       | 42                        | 4,76                      | 5,26                      | 34                        |
| 2                         | Rini Megens               | 2:2                       | 176                       | 36                        | 4,88                      | 7,69                      | 38                        |
| 3                         | Robby Sonck               | 0:4                       | 135                       | 32                        | 4,21                      | –                         | 16                        |

| Abschlusstabelle Gruppe F | Abschlusstabelle Gruppe F | Abschlusstabelle Gruppe F | Abschlusstabelle Gruppe F | Abschlusstabelle Gruppe F | Abschlusstabelle Gruppe F | Abschlusstabelle Gruppe F | Abschlusstabelle Gruppe F |
| Platz                     | Name                      | MP                        | Pkte                      | Aufn.                     | GD                        | BED                       | HS                        |
| ------------------------- | ------------------------- | ------------------------- | ------------------------- | ------------------------- | ------------------------- | ------------------------- | ------------------------- |
| 1                         | Ludger Havlik             | 4:0                       | 200                       | 34                        | 5,88                      | 6,66                      | 34                        |
| 2                         | Wiel van Gemert           | 2:2                       | 165                       | 27                        | 6,11                      | 8,33                      | 31                        |
| 3                         | George Sakkas             | 0:4                       | 160                       | 31                        | 5,16                      | –                         | 23                        |

### Vor-Qualifikation
| Abschlusstabelle Gruppe A | Abschlusstabelle Gruppe A | Abschlusstabelle Gruppe A | Abschlusstabelle Gruppe A | Abschlusstabelle Gruppe A | Abschlusstabelle Gruppe A | Abschlusstabelle Gruppe A | Abschlusstabelle Gruppe A |
| Platz                     | Name                      | MP                        | Pkte                      | Aufn.                     | GD                        | BED                       | HS                        |
| ------------------------- | ------------------------- | ------------------------- | ------------------------- | ------------------------- | ------------------------- | ------------------------- | ------------------------- |
| 1                         | Francky Mustiére          | 4:0                       | 200                       | 34                        | 5,88                      | 7,14                      | 23                        |
| 2                         | John van der Stappen      | 2:2                       | 182                       | 29                        | 6,27                      | 6,66                      | 33                        |
| 3                         | Vladislav Tauterman       | 0:4                       | 168                       | 35                        | 4,80                      | –                         | 38                        |

| Abschlusstabelle Gruppe B | Abschlusstabelle Gruppe B | Abschlusstabelle Gruppe B | Abschlusstabelle Gruppe B | Abschlusstabelle Gruppe B | Abschlusstabelle Gruppe B | Abschlusstabelle Gruppe B | Abschlusstabelle Gruppe B |
| Platz                     | Name                      | MP                        | Pkte                      | Aufn.                     | GD                        | BED                       | HS                        |
| ------------------------- | ------------------------- | ------------------------- | ------------------------- | ------------------------- | ------------------------- | ------------------------- | ------------------------- |
| 1                         | Thomas Nockemann          | 4:0                       | 200                       | 35                        | 5,71                      | 6,66                      | 27                        |
| 2                         | Bernard Baudoin           | 2:2                       | 190                       | 27                        | 7,03                      | 8,33                      | 30                        |
| 3                         | René Tull                 | 0:4                       | 196                       | 32                        | 6,12                      | –                         | 31                        |

| Abschlusstabelle Gruppe C | Abschlusstabelle Gruppe C | Abschlusstabelle Gruppe C | Abschlusstabelle Gruppe C | Abschlusstabelle Gruppe C | Abschlusstabelle Gruppe C | Abschlusstabelle Gruppe C | Abschlusstabelle Gruppe C |
| Platz                     | Name                      | MP                        | Pkte                      | Aufn.                     | GD                        | BED                       | HS                        |
| ------------------------- | ------------------------- | ------------------------- | ------------------------- | ------------------------- | ------------------------- | ------------------------- | ------------------------- |
| 1                         | Xavier Gretillat          | 4:0                       | 200                       | 12                        | 16,66                     | 33,33                     | 68                        |
| 2                         | Markus Melerski           | 2:2                       | 148                       | 41                        | 3,60                      | 3,12                      | 18                        |
| 3                         | Mohsen Fouda              | 0:4                       | 93                        | 35                        | 2,65                      | –                         | 17                        |

| Abschlusstabelle Gruppe D | Abschlusstabelle Gruppe D | Abschlusstabelle Gruppe D | Abschlusstabelle Gruppe D | Abschlusstabelle Gruppe D | Abschlusstabelle Gruppe D | Abschlusstabelle Gruppe D | Abschlusstabelle Gruppe D |
| Platz                     | Name                      | MP                        | Pkte                      | Aufn.                     | GD                        | BED                       | HS                        |
| ------------------------- | ------------------------- | ------------------------- | ------------------------- | ------------------------- | ------------------------- | ------------------------- | ------------------------- |
| 1                         | Wiljan van den Heuvel     | 2:2                       | 176                       | 32                        | 5,50                      | 6,66                      | 36                        |
| 2                         | Uwe Matuszak              | 2:2                       | 196                       | 38                        | 5,15                      | 5,88                      | 28                        |
| 3                         | Philippe Deraes           | 2:2                       | 158                       | 36                        | 4,38                      | 4,76                      | 19                        |

| Abschlusstabelle Gruppe E | Abschlusstabelle Gruppe E | Abschlusstabelle Gruppe E | Abschlusstabelle Gruppe E | Abschlusstabelle Gruppe E | Abschlusstabelle Gruppe E | Abschlusstabelle Gruppe E | Abschlusstabelle Gruppe E |
| Platz                     | Name                      | MP                        | Pkte                      | Aufn.                     | GD                        | BED                       | HS                        |
| ------------------------- | ------------------------- | ------------------------- | ------------------------- | ------------------------- | ------------------------- | ------------------------- | ------------------------- |
| 1                         | Bernard Villiers          | 4:0                       | 200                       | 28                        | 7,14                      | 7,69                      | 63                        |
| 2                         | Patrick Niessen           | 2:2                       | 127                       | 33                        | 3,84                      | 5,00                      | 47                        |
| 3                         | Markus Dömer              | 0:4                       | 173                       | 35                        | 4,94                      | –                         | 23                        |

| Abschlusstabelle Gruppe F | Abschlusstabelle Gruppe F | Abschlusstabelle Gruppe F | Abschlusstabelle Gruppe F | Abschlusstabelle Gruppe F | Abschlusstabelle Gruppe F | Abschlusstabelle Gruppe F | Abschlusstabelle Gruppe F |
| Platz                     | Name                      | MP                        | Pkte                      | Aufn.                     | GD                        | BED                       | HS                        |
| ------------------------- | ------------------------- | ------------------------- | ------------------------- | ------------------------- | ------------------------- | ------------------------- | ------------------------- |
| 1                         | Axel Büscher              | 4:0                       | 200                       | 24                        | 8,33                      | 10,00                     | 42                        |
| 2                         | Peter Volleberg           | 2:2                       | 131                       | 25                        | 5,24                      | 6,66                      | 29                        |
| 3                         | Jérémie Picart            | 0:4                       | 121                       | 29                        | 4,17                      | –                         | 18                        |

| Abschlusstabelle Gruppe G | Abschlusstabelle Gruppe G | Abschlusstabelle Gruppe G | Abschlusstabelle Gruppe G | Abschlusstabelle Gruppe G | Abschlusstabelle Gruppe G | Abschlusstabelle Gruppe G | Abschlusstabelle Gruppe G |
| Platz                     | Name                      | MP                        | Pkte                      | Aufn.                     | GD                        | BED                       | HS                        |
| ------------------------- | ------------------------- | ------------------------- | ------------------------- | ------------------------- | ------------------------- | ------------------------- | ------------------------- |
| 1                         | Ad Klijn                  | 4:0                       | 200                       | 18                        | 11,11                     | 11,11                     | 68                        |
| 2                         | Ludger Havlik             | 2:2                       | 150                       | 26                        | 5,76                      | 5,88                      | 27                        |
| 3                         | Marek Faus                | 0:4                       | 118                       | 26                        | 4,53                      | –                         | 13                        |

### Haupt-Qualifikation
| Abschlusstabelle Gruppe A | Abschlusstabelle Gruppe A | Abschlusstabelle Gruppe A | Abschlusstabelle Gruppe A | Abschlusstabelle Gruppe A | Abschlusstabelle Gruppe A | Abschlusstabelle Gruppe A | Abschlusstabelle Gruppe A |
| Platz                     | Name                      | MP                        | Pkte                      | Aufn.                     | GD                        | BED                       | HS                        |
| ------------------------- | ------------------------- | ------------------------- | ------------------------- | ------------------------- | ------------------------- | ------------------------- | ------------------------- |
| 1                         | Martien van der Spoel     | 4:0                       | 250                       | 46                        | 5,43                      | 6,94                      | 24                        |
| 2                         | Thomas Nockemann          | 2:2                       | 181                       | 33                        | 5,48                      | 8,33                      | 23                        |
| 3                         | Francisco Fortiana        | 1:3                       | 240                       | 43                        | 5,58                      | 4,46                      | 30                        |

| Abschlusstabelle Gruppe B | Abschlusstabelle Gruppe B | Abschlusstabelle Gruppe B | Abschlusstabelle Gruppe B | Abschlusstabelle Gruppe B | Abschlusstabelle Gruppe B | Abschlusstabelle Gruppe B | Abschlusstabelle Gruppe B |
| Platz                     | Name                      | MP                        | Pkte                      | Aufn.                     | GD                        | BED                       | HS                        |
| ------------------------- | ------------------------- | ------------------------- | ------------------------- | ------------------------- | ------------------------- | ------------------------- | ------------------------- |
| 1                         | Dave Christiani           | 4:0                       | 250                       | 32                        | 7,81                      | 8,33                      | 50                        |
| 2                         | Fabian Blondeel           | 2:2                       | 242                       | 31                        | 7,80                      | 7,81                      | 25                        |
| 3                         | Wiljan van den Heuvel     | 0:4                       | 214                       | 33                        | 6,48                      | –                         | 32                        |

| Abschlusstabelle Gruppe C | Abschlusstabelle Gruppe C | Abschlusstabelle Gruppe C | Abschlusstabelle Gruppe C | Abschlusstabelle Gruppe C | Abschlusstabelle Gruppe C | Abschlusstabelle Gruppe C | Abschlusstabelle Gruppe C |
| Platz                     | Name                      | MP                        | Pkte                      | Aufn.                     | GD                        | BED                       | HS                        |
| ------------------------- | ------------------------- | ------------------------- | ------------------------- | ------------------------- | ------------------------- | ------------------------- | ------------------------- |
| 1                         | Francky Mustiére          | 4:0                       | 250                       | 53                        | 4,71                      | 5,68                      | 25                        |
| 2                         | Rafael Garcia             | 2:2                       | 194                       | 37                        | 5,24                      | 8,33                      | 32                        |
| 3                         | Ferdinand Polman          | 0:4                       | 180                       | 46                        | 3,91                      | –                         | 59                        |

| Abschlusstabelle Gruppe D | Abschlusstabelle Gruppe D | Abschlusstabelle Gruppe D | Abschlusstabelle Gruppe D | Abschlusstabelle Gruppe D | Abschlusstabelle Gruppe D | Abschlusstabelle Gruppe D | Abschlusstabelle Gruppe D |
| Platz                     | Name                      | MP                        | Pkte                      | Aufn.                     | GD                        | BED                       | HS                        |
| ------------------------- | ------------------------- | ------------------------- | ------------------------- | ------------------------- | ------------------------- | ------------------------- | ------------------------- |
| 1                         | Peter de Backer           | 4:0                       | 250                       | 44                        | 5,68                      | 8,92                      | 62                        |
| 2                         | Louis Edelin              | 2:2                       | 186                       | 31                        | 6,00                      | 7,35                      | 32                        |
| 3                         | Ad Klijn                  | 0:4                       | 177                       | 47                        | 3,76                      | –                         | 24                        |

| Abschlusstabelle Gruppe E | Abschlusstabelle Gruppe E | Abschlusstabelle Gruppe E | Abschlusstabelle Gruppe E | Abschlusstabelle Gruppe E | Abschlusstabelle Gruppe E | Abschlusstabelle Gruppe E | Abschlusstabelle Gruppe E |
| Platz                     | Name                      | MP                        | Pkte                      | Aufn.                     | GD                        | BED                       | HS                        |
| ------------------------- | ------------------------- | ------------------------- | ------------------------- | ------------------------- | ------------------------- | ------------------------- | ------------------------- |
| 1                         | Jordi Amell               | 4:0                       | 250                       | 23                        | 10,86                     | 25,00                     | 91                        |
| 2                         | Davy van Geel             | 2:2                       | 157                       | 27                        | 5,81                      | 5,68                      | 35                        |
| 3                         | Bernard Villiers          | 0:4                       | 224                       | 40                        | 5,60                      | –                         | 36                        |

| Abschlusstabelle Gruppe F | Abschlusstabelle Gruppe F | Abschlusstabelle Gruppe F | Abschlusstabelle Gruppe F | Abschlusstabelle Gruppe F | Abschlusstabelle Gruppe F | Abschlusstabelle Gruppe F | Abschlusstabelle Gruppe F |
| Platz                     | Name                      | MP                        | Pkte                      | Aufn.                     | GD                        | BED                       | HS                        |
| ------------------------- | ------------------------- | ------------------------- | ------------------------- | ------------------------- | ------------------------- | ------------------------- | ------------------------- |
| 1                         | Michel van Silfhout       | 4:0                       | 250                       | 39                        | 6,41                      | 10,41                     | 59                        |
| 2                         | Axel Büscher              | 2:2                       | 235                       | 45                        | 5,22                      | 6,94                      | 30                        |
| 3                         | Alain Rémond              | 0:4                       | 182                       | 30                        | 6,06                      | –                         | 43                        |

| Abschlusstabelle Gruppe G | Abschlusstabelle Gruppe G | Abschlusstabelle Gruppe G | Abschlusstabelle Gruppe G | Abschlusstabelle Gruppe G | Abschlusstabelle Gruppe G | Abschlusstabelle Gruppe G | Abschlusstabelle Gruppe G |
| Platz                     | Name                      | MP                        | Pkte                      | Aufn.                     | GD                        | BED                       | HS                        |
| ------------------------- | ------------------------- | ------------------------- | ------------------------- | ------------------------- | ------------------------- | ------------------------- | ------------------------- |
| 1                         | Xavier Gretillat          | 4:0                       | 250                       | 23                        | 10,86                     | 15,62                     | 52                        |
| 2                         | Henri Tilleman            | 2:2                       | 250                       | 35                        | 7,14                      | 8,33                      | 26                        |
| 3                         | Arnim Kahofer             | 0:4                       | 170                       | 28                        | 6,07                      | –                         | 37                        |

## Hauptturnier

### Gruppenphase
| Abschlusstabelle Gruppe A | Abschlusstabelle Gruppe A | Abschlusstabelle Gruppe A | Abschlusstabelle Gruppe A | Abschlusstabelle Gruppe A | Abschlusstabelle Gruppe A | Abschlusstabelle Gruppe A | Abschlusstabelle Gruppe A |
| Platz                     | Name                      | MP                        | Pkte                      | Aufn.                     | GD                        | BED                       | HS                        |
| ------------------------- | ------------------------- | ------------------------- | ------------------------- | ------------------------- | ------------------------- | ------------------------- | ------------------------- |
| 1                         | Peter de Backer           | 6:0                       | 450                       | 42                        | 10,71                     | 13,63                     | 45                        |
| 2                         | Jean Paul de Bruijn       | 4:2                       | 415                       | 41                        | 10,12                     | 10,71                     | 41                        |
| 3                         | Martien van der Spoel     | 2:4                       | 375                       | 57                        | 6,57                      | 6,25                      | 40                        |
| 4                         | Michel van Silfhout       | 0:6                       | 314                       | 52                        | 6,03                      | –                         | 24                        |

| Abschlusstabelle Gruppe B | Abschlusstabelle Gruppe B | Abschlusstabelle Gruppe B | Abschlusstabelle Gruppe B | Abschlusstabelle Gruppe B | Abschlusstabelle Gruppe B | Abschlusstabelle Gruppe B | Abschlusstabelle Gruppe B |
| Platz                     | Name                      | MP                        | Pkte                      | Aufn.                     | GD                        | BED                       | HS                        |
| ------------------------- | ------------------------- | ------------------------- | ------------------------- | ------------------------- | ------------------------- | ------------------------- | ------------------------- |
| 1                         | Jordi Amell               | 4:2                       | 436                       | 46                        | 9,47                      | 13,63                     | 88                        |
| 2                         | Xavier Gretillat          | 4:2                       | 444                       | 60                        | 7,40                      | 8,82                      | 55                        |
| 3                         | Dave Christiani           | 4:2                       | 363                       | 51                        | 7,11                      | 10,71                     | 38                        |
| 4                         | Francky Mustiére          | 0:6                       | 346                       | 49                        | 7,06                      | –                         | 56                        |

### KO-Phase
|  | Halbfinale          | Halbfinale | Halbfinale | Halbfinale | Halbfinale | Halbfinale |                  |                     | Finale | Finale | Finale | Finale | Finale | Finale |
|  |                     |            |            |            |            |            |                  |                     |        |        |        |        |        |        |
|  |                     | MP         | Pkt.       | Aufn.      | GD         | HS         |                  |                     |        |        |        |        |        |        |
|  |                     | MP         | Pkt.       | Aufn.      | GD         | HS         |                  |                     |        |        |        |        |        |        |
|  | Peter de Backer     | 0          | 79         | 14         | 5,64       | 36         |                  |                     |        |        |        |        |        |        |
|  | Peter de Backer     | 0          | 79         | 14         | 5,64       | 36         |                  | MP                  | Pkt.   | Aufn.  | GD     | HS     |        |        |
|  | Xavier Gretillat    | 2          | 150        | 14         | 10,71      | 71         |                  | MP                  | Pkt.   | Aufn.  | GD     | HS     |        |        |
|  | Xavier Gretillat    | 2          | 150        | 14         | 10,71      | 71         | Xavier Gretillat | 0                   | 38     | 7      | 5,42   | 22     |        |        |
|  |                     | MP         | Pkt.       | Aufn.      | GD         | HS         | Xavier Gretillat | 0                   | 38     | 7      | 5,42   | 22     |        |        |
|  |                     | MP         | Pkt.       | Aufn.      | GD         | HS         |                  | Jean Paul de Bruijn | 2      | 150    | 7      | 21,42  | 60     |        |
|  | Jordi Amell         | 0          | 34         | 1          | 34,00      | 34         |                  | Jean Paul de Bruijn | 2      | 150    | 7      | 21,42  | 60     |        |
|  | Jordi Amell         | 0          | 34         | 1          | 34,00      | 34         |                  |                     |        |        |        |        |        |        |
|  | Jean Paul de Bruijn | 2          | 150        | 1          | 150,00     | 150        |                  |                     |        |        |        |        |        |        |
|  | Jean Paul de Bruijn | 2          | 150        | 1          | 150,00     | 150        |                  |                     |        |        |        |        |        |        |

## Abschlusstabelle
| MP    | Match Points (Sieger = 2; Unentschieden = 1; Verlierer = 0) |
| Pkte. | Erzielte Karambolagen                                       |
| Aufn. | Benötigte Versuche                                          |
| GD    | Generaldurchschnitt                                         |
| BED   | Bester Einzeldurchschnitt eines Spielers                    |
| HS    | Höchstserie                                                 |
|       | Bester GD des Turniers                                      |
|       | Bester ED des Turniers                                      |
|       | Beste HS des Turniers                                       |
|       | 1. Platz (Gold)                                             |
|       | 2. Platz (Silber)                                           |
|       | 3. Platz (Bronze)                                           |

| Phase                               | Platz | Name                  | MP  | Pkt. | Aufn. | GD    | BED    | HS  |
| ----------------------------------- | ----- | --------------------- | --- | ---- | ----- | ----- | ------ | --- |
| Finale                              | 1     | Jean Paul de Bruijn   | 8:2 | 715  | 49    | 14,59 | 150,00 | 150 |
| Finale                              | 2     | Xavier Gretillat      | 6:4 | 632  | 81    | 7,80  | 10,71  | 71  |
| Halb- finale                        | 3     | Peter de Backer       | 6:2 | 529  | 56    | 9,44  | 13,63  | 45  |
| Halb- finale                        | 3     | Jordi Amell           | 4:4 | 470  | 47    | 10,00 | 13,63  | 91  |
| Gruppen- phase                      | 5     | Dave Christiani       | 4:2 | 363  | 51    | 7,11  | 10,71  | 38  |
| Gruppen- phase                      | 6     | Martien van der Spoel | 2:4 | 375  | 57    | 6,57  | 6,25   | 40  |
| Gruppen- phase                      | 7     | Francky Mustiére      | 0:6 | 346  | 49    | 7,06  | –      | 56  |
| Gruppen- phase                      | 8     | Michel van Silfhout   | 0:6 | 314  | 52    | 6,03  | –      | 24  |
| Turnierdurchschnitt: Endrunde: 8,47 |       |                       |     |      |       |       |        |     |